# チェロソナタ (ショスタコーヴィチ)
チェロソナタ ニ短調 作品40は、ドミートリイ・ショスタコーヴィチが作曲したチェロソナタ。ヴァイオリンソナタ、ヴィオラソナタと共に有名な作品である。

## 概要
1934年8月14日から9月19日にかけて作曲されたが、作曲のきっかけは元ボリショイ劇場の首席チェリストであったヴィクトル・ルヴォヴィチ・クバツキーの勧めであった。初演は同年の12月25日にレニングラード音楽院小ホールでクバツキーのチェロとショスタコーヴィチのピアノによって行なわれ、クバツキーに献呈された。なお第1楽章は2日で書き上げたと伝えられている。
初期の実験的な作品群から自己のスタイルを確立する中期への過渡期に位置する作品である。20世紀のチェロ作品の代表的な名作のひとつと考えられ、悲劇性とパロディと抒情性が渾然一体となっていることが窺える。古典的な構成と現代的な感覚が融合し、ショスタコーヴィチならではの暗い情感を漂わせた歌がチェロによって奏でられる。

## 構成
作品は4楽章から成る古典的な構成をとっている。演奏時間は約25分。
- 第1楽章 アレグロ・ノン・トロッポ
- 第2楽章 アレグロ
- 第3楽章 ラルゴ
- 第4楽章 アレグロ

第2楽章は印象的な箇所が多く、現代のチェリストの重要なレパートリーとなっている。また、冒頭の美しい旋律をはじめ、フラジオレットのグリッサンドによるアルペッジョが効果を挙げている。

## 関連作品
- ヴァイオリンソナタ (ショスタコーヴィチ)
- ヴィオラソナタ (ショスタコーヴィチ)